# Casa Juclà
Casa Juclà és un habitatge del municipi de Figueres (Alt Empordà) inclòs en l'Inventari del Patrimoni Arquitectònic de Catalunya.

## Descripció
Edifici entre mitgeres molt a prop de La Rambla amb planta baixa, tres pisos i golfes. La planta baixa té un local comercial i portal d'accés a l'edifici lateral. Al primer pis hi ha una balconada correguda amb tribuna central amb decoració floral a la part superior, més avançada que els balcons. Els finestrals laterals han estat reformats sense respectar el conjunt de la façana. Al segon pis la tribuna inferior continua, amb elements escultòrics, vitralls i ceràmiques, però en aquest cas està inscrita en un arc de mig punt. A cada costat hi ha un balcó semicircular suportat per una mènsula vegetal i al timpà de la l'arc de la finestra decoració ceràmica quadriculada decorada amb llinda ornamental ceràmica. A cada costat de l'arc element floral decoratiu. En el cos central, a cada costat de les tribunes i ha una pilastra rematada amb un capitell amb un orla floral. Al tercer pis hi ha una balconada correguda amb balustrada sobre mènsules i sobre la tribuna central inferior. Per sobre hi ha una banda decorativa amb motllura correguda i voladís ondulats i amb ornamentació al centre. Les golfes han estat retocades amb posterioritat. Per sobre hi ha una cornisa i una balustrada que remata la coberta en forma de terrat.